# Giovanni Rossignoli
Giovanni Rossignoli (Pavia, 3 de desembre de 1882 – Pavia, 27 de juny de 1954) va ser un ciclista italià al qual anomenaven Baslott que va córrer entre 1903 i 1927. Durant la seva llarga carrera esportiva destaquen quatre victòries d'etapa al Giro d'Itàlia i la Milà-Torí de 1905.
En el Giro d'Itàlia de 1909 hauria estat el guanyador amb 23 minuts d'avantatge sobre el segon classificat si la prova s'hagués comptat per temps i no per punts. El 1927, amb 45 anys, encara va prendre part al Giro d'Itàlia i al Tour de França.

## Palmarès
- 1903
  - 1r a la Cursa Gran Fons sobre 600 km
- 1905
  - 1r a la Milà-Torí
- 1906
  - 1r a la Milà-Màntua
- 1907
  - 1r a la Copa Val d'Olona
- 1909
  - Vencedor de dues etapes del Giro d'Itàlia
- 1911
  - Vencedor d'una etapa del Giro d'Itàlia
- 1920
  - Vencedor d'una etapa del Giro d'Itàlia

### Resultats al Giro d'Itàlia
- 1909. 3r de la classificació general i vencedor de dues etapes
- 1911. 2n de la classificació general i vencedor d'una etapa
- 1912. 3r de la classificació general, corrent amb l'equip Gerbi
- 1920. 9è de la classificació general. Vencedor d'una etapa
- 1921. 9è de la classificació general
- 1923. 18è de la classificació general
- 1924. 8è de la classificació general
- 1925. 19è de la classificació general
- 1926. 17è de la classificació general
- 1927. 44è de la classificació general

### Resultats al Tour de França
- 1904. Abandona (1a etapa)
- 1908. 10è de la classificació general
- 1909. Abandona (2a etapa)
- 1923. 29è de la classificació general
- 1924. 31è de la classificació general
- 1925. 19è de la classificació general
- 1926. 21è de la classificació general
- 1927. 32è de la classificació general